# Reki Kawahara
Reki Kawahara, född 17 augusti 1974, är en japansk författare som har skrivit romanen och mangan Sword Art Online och Accel World. Han har även skrivit romanen The Isolator.